# Sum quod eram, nec eram quod sum

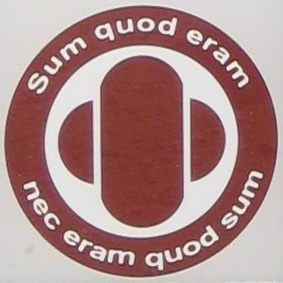
Das Sum quod eram im Signet des Sigwardswegs

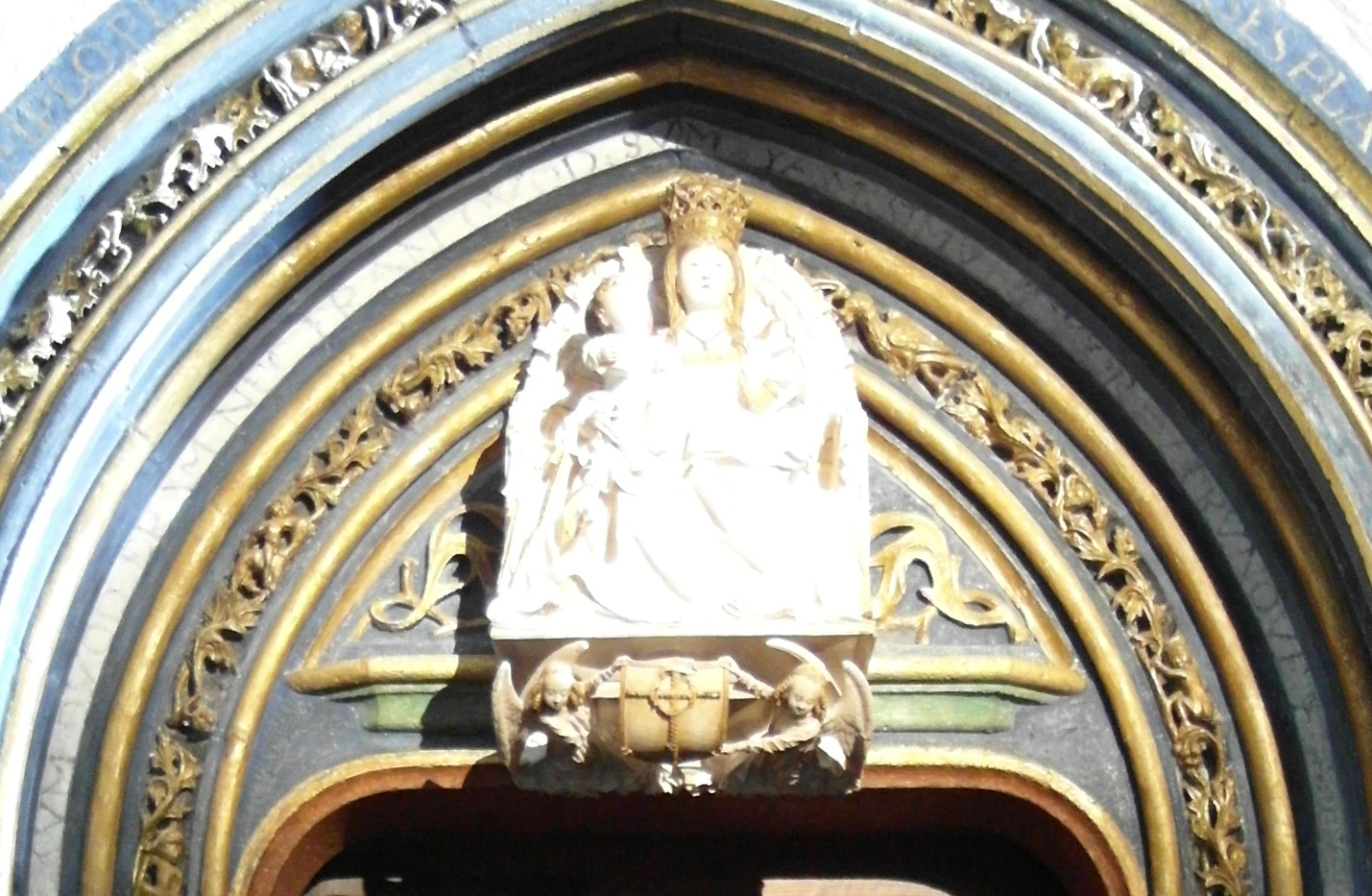
Tympanon des Klausurportals der Kartause in Burgos (um 1470) mit der Umschrift SVM QVOD ERAM NEC ERAM QVOD SVM YAM SIMVL DICOR VTRVNQVE

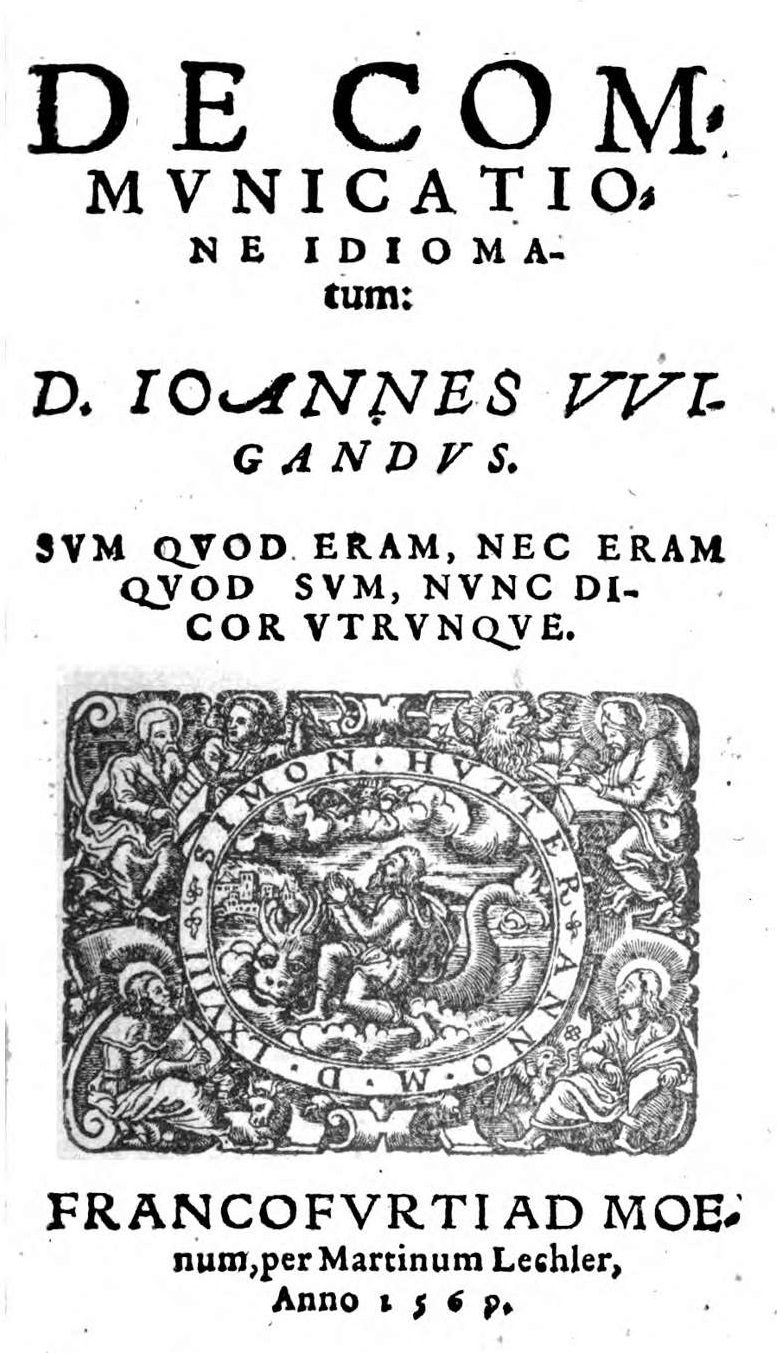
Johannes Wigand: De communicatione idiomatum, 1569, Titelblatt

Sum quod eram, nec eram quod sum ist der Anfang eines lateinischen theologischen Rätselspruchs, der seit dem 12. Jahrhundert literarisch und als Architekturinschrift nachweisbar ist. Der volle Wortlaut des einzeiligen Hexameters ist:
Sum quod eram, nec eram quod sum; nunc dicor utrumque.
„Ich bin, was ich war, war aber nicht, was ich bin; nun heiße ich beides.“

## Vorkommen

### Inschriften
Die Mindener Bischofschronik des Dominikaners Hermann von Lerbeck, geschrieben vor 1398, zitiert das Rätselwort als Portalinschrift an der um 1130 erbauten Sigwardskirche in Idensen. Die Inschrift ist nicht mehr vorhanden.
Das Südportal der Kirche Notre-Dame in Cluny, erbaut um 1200, war vermutlich mit einer Marienkrönung geschmückt. Bis 1913 war dort das Sum quod eram als Inschrift lesbar.
Im Tympanon des Klausurportals der Kartause von Miraflores in Burgos, erbaut 1441–1484, umgibt der Spruch eine Skulptur der Muttergottes mit Kind.

### Literarische Zitate
In der früher dem hl. Albertus Magnus zugeschriebenen Schrift De laudibus beatae Mariae von Richard von Saint-Laurent, verfasst Mitte des 13. Jahrhunderts, wird der Rätselspruch parallel auf Christus und auf Maria bezogen (Buch XII, Kap. VI, § IX).
Der lutherische Theologe Johannes Wigand setzte das Wort 1569 als Motto auf das Titelblatt seiner christologischen Schrift De communicatione idiomatum. Der lutherische Theologe Johann Gerhard zitiert es in seinen Loci theologici (1657) in einer um eine zweite Zeile erweiterten lateinischen Fassung, außerdem in zwei griechischen Versionen.

## Auflösungen

### Christologische Auflösung
Als Selbstaussage Jesu Christi bezieht sich das Rätselwort auf die Zweinaturenlehre: „Ich bin, was ich war: der Sohn Gottes, die zweite Person der Dreifaltigkeit, war aber nicht, was ich jetzt, seit der Inkarnation, bin: Mensch. Nun heiße ich beides, Gott und Mensch.“

### Marianische Auflösung
Als Selbstaussage Marias bezieht sich das Rätselwort auf die jungfräuliche Geburt: „Ich bin, was ich war: Jungfrau, war aber nicht, was ich jetzt bin: Mutter. Nun heiße ich beides: Jungfrau und Mutter.“

### Moderne Deutungen
Die überlieferte Inschrift an der Sigwardskirche in Idensen wird, reduziert auf die erste Hälfte, gern als persönlicher Wahlspruch des Bischofs Sigward von Minden verstanden. Der Historiker Karl Ludwig Grotefend interpretierte die Inschrift: „Ich bin, was ich bin (ein guter Christ), der ich auch war, aber ich war nicht, was ich bin (ein guter Bischof); möchte ich nur den Namen beider verdienen.“
In neuerer Zeit wird das Wort auch individualpsychologisch gedeutet: der Mensch als Pilger auf dem Weg zu seinem wahren Selbst.